# Ињачовце
Ињачовце (слч. Iňačovce) насељено је мјесто са административним статусом сеоске општине (слч. obec) у округу Михаловце, у Кошичком крају, Словачка Република.

## Становништво
| Година:    | 1994. | 2004.    | 2014.    | 2024.    |
| ---------- | ----- | -------- | -------- | -------- |
| Број људи: | 570   | 630      | 759      | 909      |
| Разлика:   |       | +10,52 % | +20,47 % | +19,76 % |

| Година:    | 2023. | 2024.   |
| ---------- | ----- | ------- |
| Број људи: | 896   | 909     |
| Разлика:   |       | +1,45 % |

Према подацима о броју становника из 2024. године насеље је имало 909 становника.